# 荒野のナポレオン
『荒野のナポレオン』（こうやのナポレオン、英語: Napoleon in the Wilderness）は、シュルレアリストのマックス・エルンストによって1941年に描かれた絵画。

## 解説

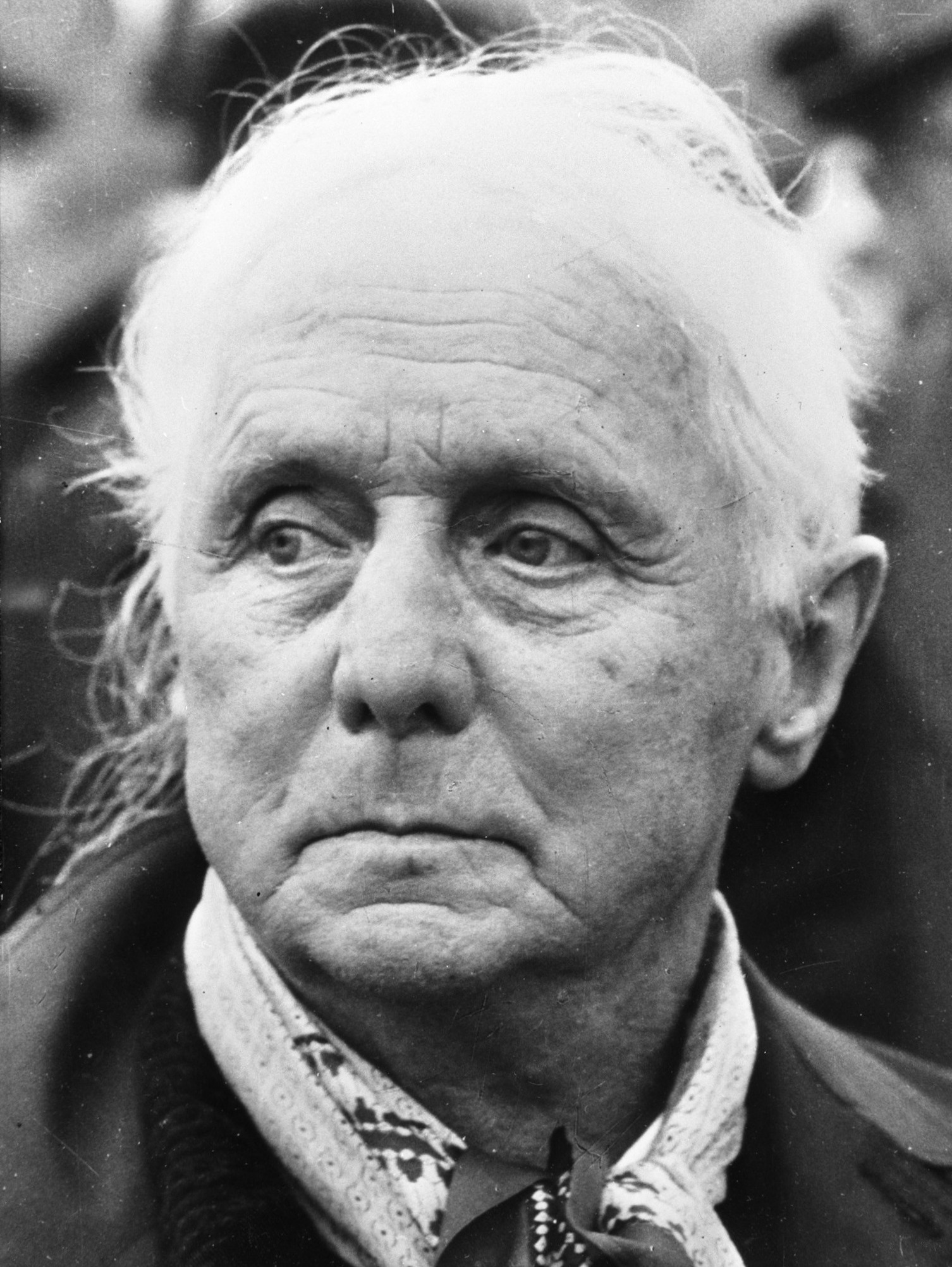
マックス・エルンスト（1968年）

エルンストは、ジャーナリストのヴァリアン・フライらの尽力により、スペイン経由でニューヨークへ脱出した。本作はその短期間に制作されたものである。
ニューヨーク近代美術館のコレクションに所蔵されている。奥にはナポレオン、前の人物は、当時のエルンストのパートナーであった画家レオノーラ・キャリントンが描かれている。
レオノーラは手にサクソフォンのようなものを持ち、下半身がやや見えている。ナポレオンは茶色く、まるで全身が木材で作られたかのように見える。
彼の代表作の1つであり、サルバドール・ダリの作品などとよく比較される。

## 使用
横浜美術館では、「マックス・エルンスト フィギュア × スケープ」展（2012年）にてこの作品のレプリカも飾られた。